# Utjämningsmagasin

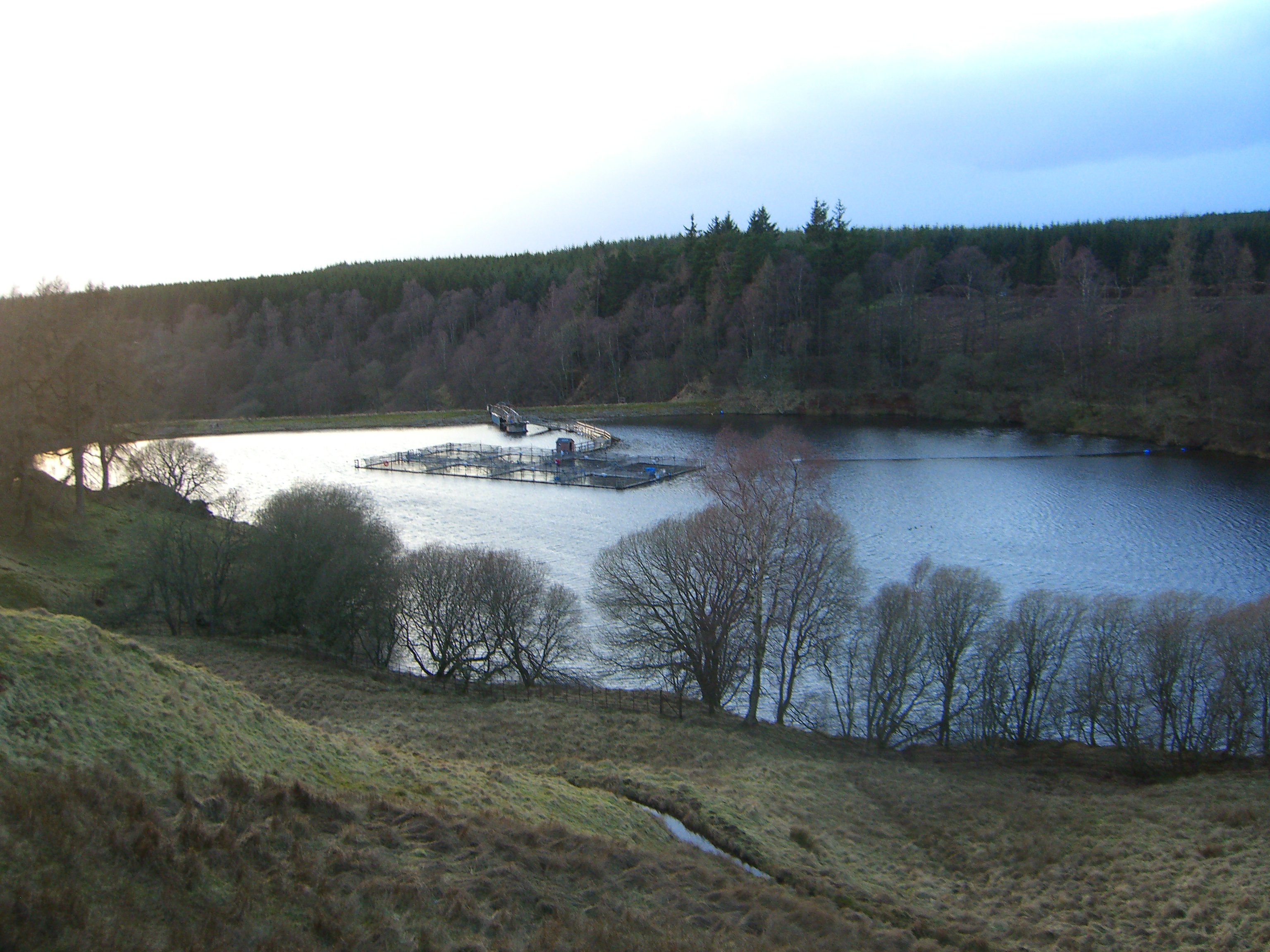
Utjämningsmagasin i Storbritannien

Utjämningsmagasin kallas de insjöar, dammar och våtmarker som dämpar flödestopparna i vattendrag och ökar lågvattenföringen. Många naturliga utjämningsmagasin tidigare har försvunnit genom sänkningsföretag. 
När nya vägar och industriområden byggs, skapas många nya hårdgjorda ytor. Då ställs det ofta krav på anläggning av nya utjämningsmagasin, som kompensation för de nya hårdgjorda ytorna.